# Ківу Стойка
Ківу Стойка (нар. 8 серпня 1908  — пом. 18 лютого 1975) — був одним із провідних політиків комуністичної Румунії.

## Біографія
Стойка народився в Смеєнь, Бузеу (комуна), Румунія, шоста дитина в орача. У віці 12 років він пішов з дому, і почав працювати підмайстром на держзалізниці Румунії.
- У 1921 році він переїхав до Бухаресту. Там він зустрів Георгія Васілікі, який завербував його в комуністичну партію.
- У 1931 році він вступив до Румунської комуністичної партії.
- Навесні 1931 року, Стойка почав працювати на залізниці у районі Гривиця, де він зустрівся з Георге Георгіу-Дежем, Василе Лукою, і Костянтином Дончею.
- У 1931 році він вступив до Румунської комуністичної партії.
- 20 серпня 1934 він був засуджений до 15 років позбавлення волі за участь у страйку Griviţa 1933 року.

У в'язниці Тиргу-Жіу Стойка наблизився до Георгіу-Дежа, який, можливо, хотів щоб Стойко став його наступником на посту генерального секретаря.

## Посади

### Центральний комітет робітничої партії румунського Політбюро
Ківу Стойка був членом Центрального комітету робітничої партії румунського Політбюро з 1945 по 1975 рр.

### Прем'єр-міністр Соціалістичної Республіки Румунії
На посаді прем'єр-міністра Стойка було обрано двічі:
1. Перший термін. (з 4 жовтня,1955 р. по 19 березня 1957 р.)
2. Другий термін. Стойка переобрали (з 20 березня,1955 р. по 20 березня 1961 р.)

### Голова Соціалістичної Республіки Румунії
Голова Соціалістичної Республіки Румунії в періоді з 24 березня 1965 — 9 грудня 1967 року, був замінений у цій функції Ніколаєм Чаушеску.

## Останні роки
В останні роки життя, він потрапив у немилість до Ніколае Чаушеску і його дружини Олени. Ківу здійснив самогубство. Його знайшли з кулею від його мисливської рушниці в голові. Поховали Ківу Стойка у Бухаресті, Румунія.